# Iron Man VR
Marvel's Iron Man VR es un videojuego de disparos en realidad virtual desarrollado por el estudio estadounidense Camouflaj y publicado por Sony Interactive Entertainment para los auriculares PlayStation VR de PlayStation 4. Se basa en el superhéroe Marvel Comics, Iron Man, y está inspirado en la mitología de los cómics de larga duración y  adaptaciones en otros medios. En la historia principal, un misterioso pirata informático y terrorista conocido solo como Ghost comienza a atacar a Tony Stark y su compañía, buscando venganza por las muertes causadas por las armas que la compañía fabricó en los años anteriores a la transformación de Stark en Iron Man.
La jugabilidad se presenta desde una perspectiva primera persona, pidiendo al jugador que navegue por el espacio virtual del juego utilizando la mecánica de vuelo y los sistemas de armas de la  armadura Iron Man para atacar enemigos principalmente en combate aéreo en varios entornos. Iron Man puede navegar libremente por los diferentes entornos del juego a los que se accede a través de una progresión lineal de diferentes niveles, interactuando con personajes, realizando misiones y desbloqueando nuevas mejoras de armadura al avanzar por la historia principal o completar modos de desafío fuera de la historia.
Después de una serie de retrasos y una interrupción en la producción del juego causada por la pandemia COVID-19, el juego fue lanzado para PlayStation VR el 3 de julio de 2020. El juego recibió críticas "mixtas o promedio" según el agregador de revisión Metacritic.

## Jugabilidad
Iron Man VR es un juego de disparos aéreo jugado desde una perspectiva en primera persona, que tiene lugar en varios lugares del mundo mientras Iron Man intenta frustrar a su enemigo Ghost y los diversos drones de combate que ella emplea para arruinar a Tony Stark y su compañía. Como juego realidad virtual, se juega desde una perspectiva en primera persona, empleando el uso de un controlador PlayStation Move en cada una de las manos del jugador para permitir el control de las armas repulsoras y estabilizadores de vuelo montados en la palma de Iron Man. Basado en el posicionamiento de la mano y la cabeza de los auriculares PlayStation VR y los controles Move, el jugador puede volar libremente por los diversos entornos del juego para atacar drones de combate mientras también interactúa con elementos del mapa del juego para hacer cosas como desactivar explosivos, reparar artículos rotos o apagar incendios.
Los entornos se pueden navegar libremente en lugar de emplear elementos de Matamarcianos, con el jugador en control total de itinerancia en cada mapa del juego mediante el uso de la armadura de Iron Man. El jugador usa los sistemas de armas de la armadura, incluidos los repulsores y varias armas auxiliares (como misiles pequeños o explosivos de mayor escala) para derrotar a los enemigos, y también puede emplear ataques cuerpo a cuerpo que reciben potencia adicional mediante el uso de la propulsión a chorro de la armadura. sistemas. La finalización exitosa de las misiones le otorga al jugador hasta cinco "puntos de investigación" en función de su calificación de estrellas basada en la puntuación recibida, que luego se puede utilizar para comprar mejoras a la armadura de Iron Man que se pueden diseñar e instalar en el garaje de Tony Stark entre misiones. Las actualizaciones pueden aumentar las capacidades de la armadura de Iron Man al tiempo que agregan nuevas armas auxiliares que tienen diferente efectividad en diferentes escenarios de combate, y el jugador puede crear y elegir entre dos cargas de armadura diferentes mientras está en el garaje con diferentes actualizaciones y sombreadores de armadura ("decos").
Las escenas que progresan en la historia también se presentan desde la perspectiva en primera persona, lo que permite al jugador interactuar con los objetos y mirar libremente mientras el material de la historia se desarrolla a su alrededor. Los modos de desafío consisten en carreras y ejercicios basados en combate que tienen lugar en los entornos preexistentes del juego, lo que le da al jugador una oportunidad adicional de ganar puntos de investigación que pueden usar para mejorar la armadura.

## Sinopsis

### Personajes y configuración
Iron Man VR presenta un elenco de personajes extraídos de la historia de Iron Man y los cómics de Avengers. Tony Stark (con la voz de Josh Keaton) es un industrial multimillonario y fabricante de armas que, en algún momento antes del comienzo del tutorial del juego, fue capturado por terroristas y retenido como rehén con sus compañeros cautivos. Ho Yinsen con quien subrepticiamente construyó la versión original Mark I de la armadura de Iron Man en un esfuerzo por escapar de sus captores. Yinsen fue asesinado en la fuga que siguió, y a su regreso a los Estados Unidos, Stark anunció que su compañía dejaría de fabricar armas y se reveló públicamente como el superhéroe Iron Man.
Cinco años después de dejar de fabricar armas y convertirse en Iron Man, Stark es asistido regularmente por el CEO recién nombrado de Stark Industries, Pepper Potts (expresado por Jennifer Hale), también como su asistente inteligente IA, VIERNES (con la voz de Leila Birch). La historia también ve a Stark revivir otro A.I. llamado "el armero" (también expresado por Keaton), realizado a imagen de Stark y que anteriormente ayudó a Stark Industries a diseñar nuevas armas. La aventura también pone a Iron Man en contacto con otros personajes principales de Marvel Comics. S.H.I.E.L.D. Director Nick Fury (expresado por Ike Amadi) solía tener una relación más cordial con Stark, que se tensó cuando se convirtió en Iron Man y ya no suministró S.H.I.E.L.D. con armas, aunque Fury y Stark aún se respetan y admiran. Él tiene una relación generalmente más amigable con el director adjunto de Fury, Maria Hill (con la voz de Ali Hillis). Los villanos encontrados incluyen Ghost (con la voz de Chantelle Barry) y Living Laser (con la voz de Leonardo Nam).
Iron Man VR representa ubicaciones ficticias y entidades adaptadas tanto del Marvel Comics Universe como del Marvel Cinematic Universe, incluido un Stark Tower con sede en Shanghái, Tony Stark's casa frente al mar en Malibu y un ESCUDO Hellicarrier, descrito como el proyecto final de armas de Tony antes de retirar el brazo de diseño de armas de Stark Industries. En el juego también se hace referencia a la membresía de Stark en Avengers, donde menciona el diseño e instalación de nueva tecnología en la sede del equipo, mientras que el jugador también puede localizar planos para transformar la Torre Stark en la Torre Avengers . Los edificios en la versión del juego del centro de Shanghái también hacen referencia a otras compañías de Marvel, incluidas Roxxon Energy Corporation y Advanced Idea Mechanics.
Oscorp también se ve en el juego, con la historia presentada durante las pantallas de carga que explican que la compañía fue fundada por Norman Osborn y Otto Octavius, que coincide con al menos un elemento de ese historia de la compañía en Marvel's Spider-Man.

## Desarrollo
El juego fue revelado el 25 de marzo de 2019 durante la primera presentación en línea "State of Play" de SIE. El juego presenta una  traje nuevo para Iron Man, conocida como la "armadura de impulso", diseñada por el artista de cómics Adi Granov. Granov se asoció estrechamente con Iron Man después de servir como artista en el arco de la historia "Extremis" lanzado en 2005-2006, y desde entonces ha contribuido con el trabajo de diseño al primer largometraje, Iron Man. Granov colaboró previamente con Marvel Games en un nuevo traje presentado en Marvel's Spider-Man.
El 2 de abril de 2020, el desarrollador anunció que el juego se retrasaría indefinidamente debido a la pandemia de COVID-19. El 12 de mayo, se anunció el lanzamiento del juego el 3 de julio.

## Lanzamiento
Iron Man VR se lanzó en todo el mundo el 3 de julio de 2020, exclusivamente para PlayStation VR. Los clientes que pre-ordenaron el juego tuvieron acceso instantáneo a algunas características desbloqueables en el juego, incluido un tema exclusivo para Tablero de PlayStation 4, así como desbloqueos instantáneos para cuatro sombreadores de la versión del juego de la armadura de Iron Man, conocida como "decos". Los decos incluidos en el pedido anticipado incluyen "armadura de origen" (inspirada en el aspecto metálico de la armadura original de Iron Man como se ve en la primera aparición del personaje), "armadura vintage" (basada en el diseño "clásico" del personaje introducido en 1976), "armadura de centurión de plata" (basada en el diseño popularizado en la historia de "Armor Wars"), y "armadura ultravioleta" (una creación original diseñada por el desarrollador de juegos Camouflaj).
El juego también lanzó una "edición digital de lujo", que presentaba otro tema de tablero personalizado de PlayStation 4, la banda sonora completa del juego, 12 puntos de investigación desbloqueados al instante para usar en la mejora de la armadura en el juego, así como cuatro decos de armadura personalizados adicionales . Estos incluyen la "armadura de Golden Avenger" (una variación de color completamente dorada que debutó en una aparición temprana, y que persistió en los primeros problemas de The Avengers), "armadura de centurión negro" (basada en el diseño que debutó durante el relanzamiento de los cómics Marvel NOW!), "armadura de aguijón solar" (basada en un diseño que aparece en The Invincible Iron Man), y "armadura invisible" (basada en la armadura representada en un número de 1981 de la serie en curso del personaje)).